# Hayastani Ankaxowt'yan Gavat' 2001
La Hayastani Ankaxowt'yan Gavat' 2001 (conosciuta anche come Coppa dell'Indipendenza) è stata la decima edizione della Coppa nazionale armena. Il torneo è iniziato il 7 aprile e si è concluso il 27 maggio 2001. Il Mika Ashtarak ha vinto la coppa per la seconda volta battendo in finale l'Ararat Erevan.

## Ottavi di finale
Gli incontri di andata si disputarono il 7 e 8 mentre quelli di ritorno il 12 e 13 aprile 2001.
| Squadra 1          | Totale | Squadra 2        | Andata | Ritorno |
| ------------------ | ------ | ---------------- | ------ | ------- |
| Ararat Erevan      | 9 - 0  | FIMA Erevan      | 3 - 0  | 6 - 0   |
| Lernagorts Kapan   | 3 - 4  | Garabagh Erevan  | 1 - 1  | 2 - 3   |
| Lori Vanadzor      | 0 - 4  | Kilikia Erevan   | 0 - 4  | 0 - 0   |
| YFD Erevan         | 1 - 10 | Shirak Gyumri    | 1 - 6  | 0 - 4   |
| Kotayk Abovyan     | 1 - 6  | Zvartnots Erevan | 0 - 3  | 1 - 3   |
| Banants            | 4 - 7  | Spartak Erevan   | 3 - 5  | 1 - 2   |
| Dinamo-2000 Erevan | 2 - 6  | Pyunik Erevan    | 0 - 2  | 2 - 4   |
| HFD Erevan         | 1 - 7  | Mika Ashtarak    | 1 - 2  | 0 - 5   |

## Quarti di finale
Gli incontri di andata si disputarono il 22 e 23 mentre quelli di ritorno il 27 e 28 aprile 2001.
| Squadra 1        | Totale | Squadra 2      | Andata | Ritorno |
| ---------------- | ------ | -------------- | ------ | ------- |
| Shirak Gyumri    | 4 - 1  | Kilikia Erevan | 1 - 1  | 3 - 0   |
| Garabagh Erevan  | 2 - 4  | Ararat Erevan  | 0 - 2  | 2 - 2   |
| Pyunik Erevan    | 3 - 2  | Spartak Erevan | 2 - 1  | 1 - 1   |
| Zvartnots Erevan | 2 - 3  | Mika Ashtarak  | 0 - 1  | 2 - 2   |

## Semifinale
Gli incontri di andata si disputarono il 3 e 4 mentre quelli di ritorno il 12 e 13 maggio 2001.
| Squadra 1     | Totale | Squadra 2     | Andata | Ritorno |
| ------------- | ------ | ------------- | ------ | ------- |
| Shirak Gyumri | 1 - 3  | Ararat Erevan | 1 - 2  | 0 - 1   |
| Mika Ashtarak | 4 - 2  | Pyunik Erevan | 2 - 1  | 2 - 1   |

## Finale
La finale si svolse il 27 maggio 2001. Il Mika Ashtarak vinse 4-3 ai rigori dopo che i tempi supplementari si conclusero 1-1.
| Erevan 27 maggio 2001                                                    | Mika Ashtarak | 4 – 3              | Ararat Erevan | Republican Stadium (7.500 spett.) |
| \| \| \| \| \| Samvel Nikolian 53’ \| Marcatori \| 56’ Tigran Yesayan \| |               |                    |               |                                   |
|                                                                          |               |                    |               |                                   |
| Samvel Nikolian 53’                                                      | Marcatori     | 56’ Tigran Yesayan |               |                                   |